# Маниитсок
Маниитсок (гренл. Maniitsoq) (ранее Суккертоппен, дат. Sukkertoppen) — город и столица одноимённого муниципалитета центральной части Западной Гренландии. Граничит с Нууком на юге, Аммассаликом на востоке и Сисимиутом на севере. Площадь 79500 км², население муниципалитета 3489 чел. (2007) из них 2801 чел. в самом городе. Остальное население распределено между Атаммиком, Напасоком и Кангаамиутом.

## История
Археологические раскопки говорят о пребывании первых людей ещё 4 тыс. лет назад. В основном, следы находят в окрестностях культуры Саккак, преимущественно культуры Туле. Европейцы впервые посетили регион в XVII веке. 
Торговый пост и колония Суккертоппен были основаны в 1755 году норвежским купцом Андерсом Олсеном на месте современного поселения Кангаамиута, но перемещен в 1782 г. на своё нынешнее место. В 1802 году население колонии составляло 330 человек, а в 1795 году  было вывезено 372 бочки продукции, что превышало показатели Годхоба (148 бочек).
В 1832 году была построена китобойная станция, основной источник дохода — китобойный промысел, охота на тюленей, тресковое рыболовство, ловля креветки и краба. В 1832 году Суккертоппен считался лучшей колонией Южной Гренландии с населением 485 человек и богатыми рыбными ресурсами. В 1855 году в колонии проживало 276 жителей.  
После Второй мировой войны, в рамках плана модернизации Гренландии, датские власти рассматривали Манитсок (Суккертоппен) как один из четырёх приоритетных городов.  В плане G-50 рассматривался перенос административного центра в Манитсок из-за его близости к рыболовным угодьям, включая Store Hellefiskebanke.  Хотя перенос не состоялся, план G-60 Гренландской технической организации (GTO) выделил Манитсок как ключевой город, что привело к модернизации порта, развитию рыболовной отрасли и строительству жилья.
Успешный промысел атлантического волчка, трески и лосося способствовал экономическому развитию города, однако с конца 1980-х годов треска исчезла, и начался экономический спад, приведший к постепенной миграции населения из этого региона. С 1989 по 2010 год в Манитсоке располагалась школа рыбопереработки Aalisakkanik Tunisassiornermut Ilinniarfik (ATI)..
Музей Манитсок был основан 25 октября 1974 года в здании B-210 на Imeqvej. С 12 января 1980 года музей располагается на территории Kirkegårdsdalen, где в 1970-х годах были реконструированы четыре колониальных здания второй половины XIX века. 
В 2000 году был сдан в эксплуатацию аэропорт. Также растёт туризм, примерно в 30 км на северо-восток от города лежит ледник Аппасиут, место занятий как горными так и беговыми лыжами. Из-за множества мостов, соединяющих близлежащие островки, Маниитсок называют[кто?] гренландской Венецией.
Город расположен в глубине страны с альпийским ландшафтом, позади него поднимаются горы высотой до 2000 м. В горах находят различные драгоценные камни, как алмаз, рубин, лазурит. Из животных встречаются северные олени, а с 1960-х — овцебыки.

## Транспорт
Маниитсок расположен на западном побережье Гренландии, примерно в 140 км к северу от Нуука. До города можно добраться самолетом из Нуука и Кангерлуссуака, а также пассажирским паромом Sarfaq Ittuk. С мая по ноябрь между Нууком и Маниитсоком курсирует скоростной катер.
Центр Маниитсока довольно компактный, и большинство людей передвигаются пешком.  Тем не менее, есть автобус с установленным маршрутом, который ходит каждые 20 минут (на некоторых остановках автобус ходит чаще в часы пик), а также множество такси.

## Климат
Климат Маниитсока — полярный с морским влиянием, характеризуется очень холодной зимой со средней температурой ниже нуля и относительно мягким летом (согласно классификации Кёппена, климат тундры — ET).  
В Маниитсоке лето холодное и преимущественно облачное, а зима морозная, снежная, ветреная и пасмурная. В течение года температура обычно колеблется от -13°C до 10°C и редко опускается ниже -22°C или поднимается выше 14°C. Наиболее благоприятный период для посещения Маниитсока с целью отдыха в теплую погоду — с середины до конца июля.

### Температурный рекорд Гренландии
25,9°C, зафиксированные 30 июля 2013 года в 16:00 на метеостанции в Маниитсоке (Суккертоппен), являются новым температурным рекордом Гренландии с начала наблюдений в 1958 году.  Предыдущий рекорд, 25,5°C, был установлен 27 июля 1990 года в Кангерлуссуаке.

## Туризм и достопримечательности
Маниитсок — отправная точка к самым высоким и впечатляющим горам западного побережья Гренландии, популярным среди любителей хели-ски. Это также отличное место для беговых лыж, лыжных походов и ски-туров. Летом в окрестностях Маниитсока можно увидеть вершины гор, ледники, а также отправиться на экскурсию по фьордам Этернити и Сермилингуак, понаблюдать за китами и птицами, увидеть водопады. Из Маниитсока можно организовать чартерную прогулку на лодке. Также предлагаются туры для наблюдения за китами, в основном за горбатыми. В окрестностях Маниитсока есть возможности для пеших прогулок и прогулок на снегоступах, как по размеченным, так и по неразмеченным маршрутам (для опытных туристов или с гидом). В чистых реках вокруг Маниитсока можно ловить гольца, для этого доступны рыболовные домики. Необходимо приобрести лицензию на рыбалку.
В Манитсоке можно подняться по любой общедоступной лестнице, даже ведущей к частным домам, чтобы осмотреть город, фьорд и горы. Особенно популярна лестница "Эйфелева башня" (Sakkortusaavik) с 470 ступенями и панорамным видом. 
Лучшее время для посещения Маниитсока - февраль-апрель (все виды лыжного спорта, прогулки на снегоступах и северное сияние) и июнь-октябрь (наблюдение за китами, морские прогулки, походы, рыбалка).

### Музей Маниитсок
Музей Маниитсок был основан 25 октября 1974 года в здании B-210 на Imeqvej. С 12 января 1980 года музей располагается на территории Kirkegårdsdalen, где в 1970-х годах были реконструированы четыре колониальных здания второй половины XIX века. Сейчас музей – это хранилище местной истории и искусства, с коллекциями традиционной одежды, исторических артефактов, предметов интерьера старой церкви,  а также работами местных художников, включая коллекцию фигурок и картин, и выставкой "Земля карибу". Музей посещали  премьер-министры Дании и Гренландии в 1993 году и королева Маргрете II с принцем Хенриком в 2015 году. 

## Сейсмическая активность
Город расположен в сейсмически активной зоне. Самое сильное землетрясение на западном побережье Гренландии в современной истории (магнитудой 4,9) произошло 22 января 2001 года в Маниитсоке и ощущалось от Нуука до Сисимиута.

## Природные ресурсы
В районе Маниитсок выявлена крупная система кимберлитовых даек с общей длиной более 10 км. 12 февраля 2007 года компания Crew Minerals ASA сообщила о результатах первого этапа отбора проб на алмазы в районе Манитсок в Западной Гренландии в 2006 году. Результаты подтверждают наличие алмазов во всех кимберлитовых трубках в пределах лицензионной площади.
Компания North American Nickel (NAN) проводит бурение месторождений никеля и меди в районе Маниитсок, несмотря на сложный рельеф местности.

### Лазурит
В 1960-х годах геологи компании Kryolitselskabet Øresund обнаружили месторождение лазурита Туперталик возле Маниитсока. Единственное в Гренландии месторождение лазурита названо в честь горы Туперталик. Лазурит из этого месторождения площадью 1-2 кв км стал популярным сувениром из Маниитсока. Поэтому неудивительно, что этот камень был использован в цепи мэра города, подаренной Маниитсоку датским городом-побратимом Эсбьергом в 1982 году в честь 200-летия основания города. 

## Маниитсокская структура
В районе 65°15′ с. ш. и 51°50′ з. д., примерно в 55 км к юго-востоку от города Маниитсок, сначала предполагалось существование ударной структуры диаметром около 100 км и возрастом примерно 3 млрд лет. В качестве признаков удара приводили, среди прочего, центральный массив размерами 35 × 50 км, интенсивное дробление пород и возможные следы переплавления полевых шпатов. Однако, последующие исследования опровергли эту гипотезу. Последующие датировки (например, 3000,9 ± 1,9 млн лет) и исследования показали, что после заявленного «импакта» продолжались крупные тектонические и метаморфические события в промежутке 2,86–2,70 Ga и около 2,55 Ga, а также выявили отсутствие характерных для ударных кратеров шоковых признаков и геохимических аномалий. Кроме того, сходные ортогнейсовые комплексы и аномалии (например, возрастом 2982 и 3013 млн лет) обнаружены в регионе без какой-либо связи с ударными процессами. Масштабы и длительность (более 40 млн лет) высокотемпературной метаморфической переработки лучше объясняются эндогенными механизмами. В итоге «Маниитсокская структура» не признана базой данных Earth Impact Database и рассматривается большинством исследователей как результат тектонических процессов, а не гигантского метеоритного удара.